# Kanaal van Eeklo

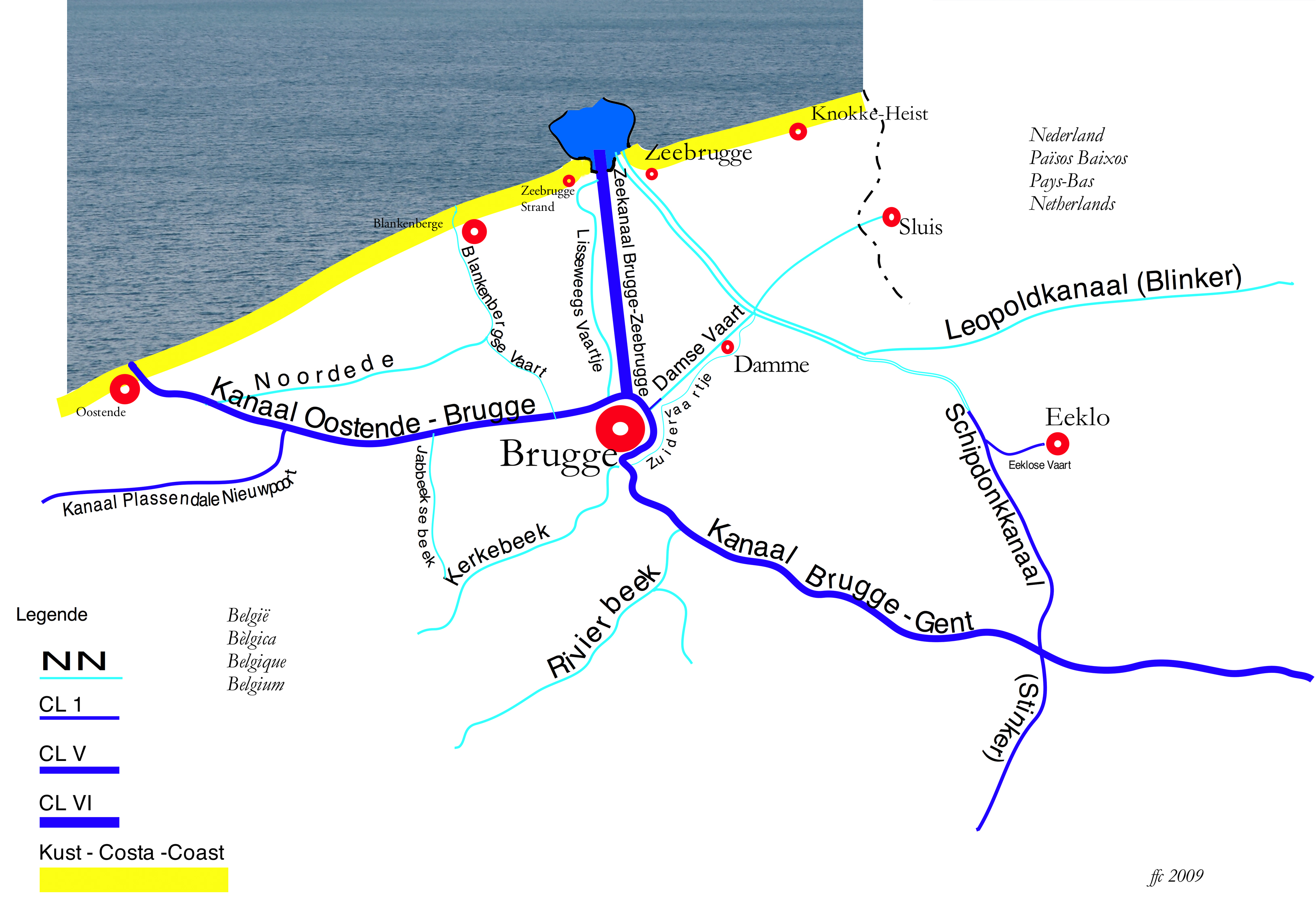
De ligging van het Kanaal van Eeklo

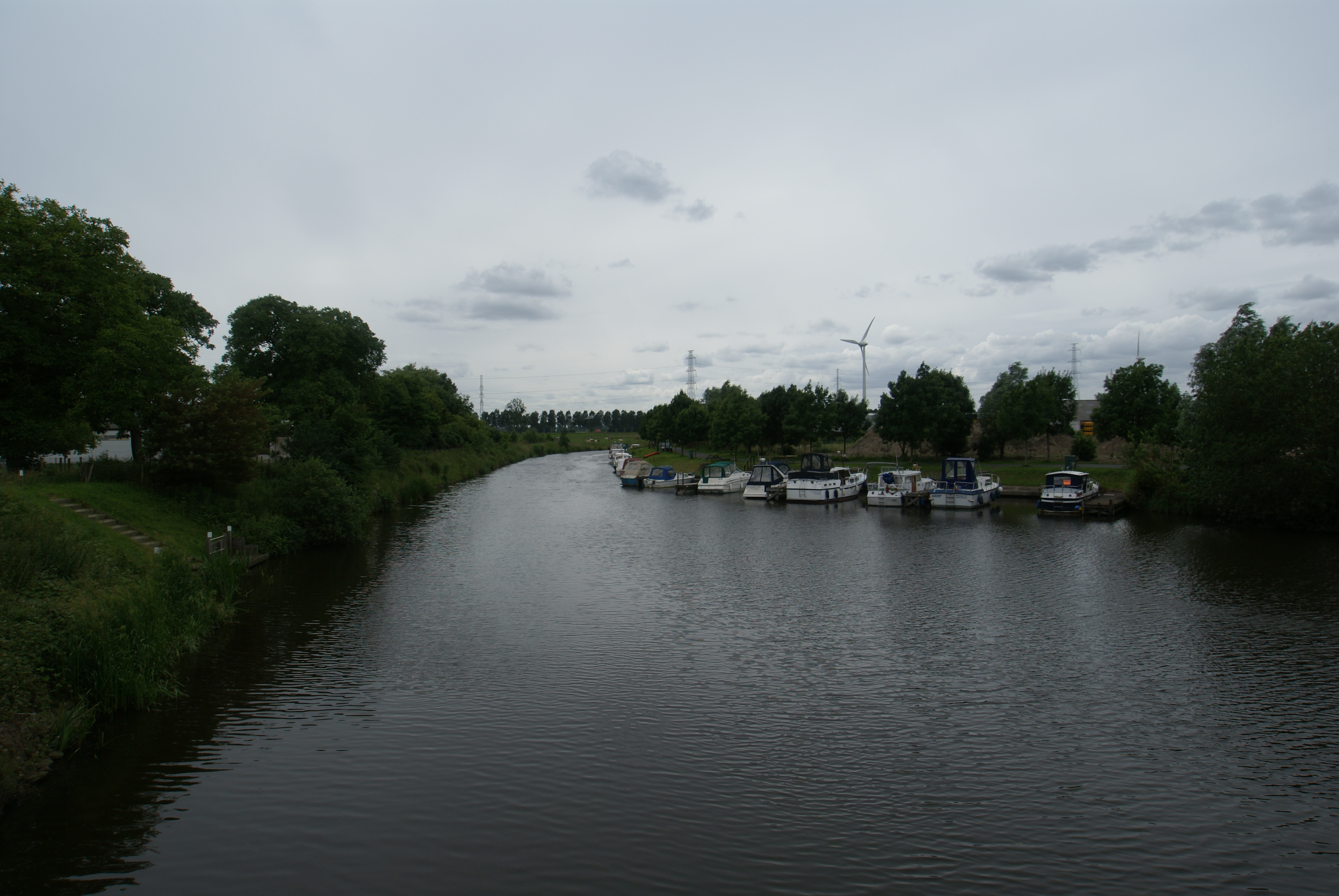
De Jachthaven op het Kanaal van Eeklo

Het kanaal van Eeklo of Eeklose Vaart is een kort stuk kanaal tussen Eeklo en het Schipdonkkanaal. De lengte is 1,6 km.
Het kanaal is aangelegd na veel aandringen van het stadsbestuur van Eeklo bij de hogere overheid. Onder andere door het graven van het Schipdonkkanaal in de bedding van de Lieve was het Leiken (aftakking van de Lieve) onbevaarbaar geworden en was Eeklo niet meer langs het water bereikbaar, en werd ook niet meer voldoende bevoorraad met vers water. In 1860 werd de Vaart van Eeklo dan officieel geopend.
Het kanaal is nog officieel bevaarbaar voor schepen klasse 1 (300 ton), toch heeft het zijn economisch nut verloren.

## Jachthaven
In de jaren 1990 werd op de Eeklose Vaart een jachthaven ingericht.